# Máirtín Ó Cadhain
Máirtín Ó Cadhain [ˈmɑːɾʲtʲiːnʲ oːˈkaɪnʲ] (* 1906 in An Cnocán Glas bei An Spidéal, westlich von Galway; † 18. Oktober 1970 in Dublin) war ein irischer Schriftsteller, Literaturkritiker und politischer Kommentator.

## Leben
Ó Cadhain ist in der damals fast ausschließlich irischsprachigen Gegend (Gaeltacht) westlich von Galway aufgewachsen und stand daher seit frühester Kindheit in engstem Kontakt mit dem lokalen Dialekt der irischen Sprache und der zugehörigen Kultur.
Er wurde Lehrer und schloss sich 1927 der Irish Republican Army (IRA) an. Wegen seiner Aktivitäten dort wurde er 1940 verhaftet und verbrachte den größten Teil des Zweiten Weltkriegs, d. h. bis 1944, im Internierungslager Curragh Camp. Während dieser Zeit trennte er sich aufgrund gravierender Meinungsverschiedenheiten von der IRA. Nach dem Krieg siedelte er nach Dublin über und arbeitete auf verschiedenen Posten im Dienst des irischen Staates, u. a. als Übersetzer. Im Jahr 1969, ein Jahr vor seinem Tod, erhielt er den Ruf als Professor für Irisch an das Trinity College in Dublin.

## Werk
Der größte Teil seines Werkes besteht aus Erzählungen. Während seine frühen Erzählungen meist das ländliche Leben im Westen Irlands zur Zeit seiner Jugend beschreiben, widmen sich viele der späteren Werke der modernen, urbanisierten und weiteren Welt und deren Bedingungen für das menschliche Leben. Der erste Erzählungsband, Idir Shúgradh agus Dáiríre (deutsch etwa „Zwischen Spiel und Ernst“), erschien 1939 im Dubliner Verlag Sáirséal agus Dill. Weitere Bände folgten, die von den meisten Literaturkritikern zu den wichtigsten Beiträgen zur Literatur in irischer Sprache gerechnet werden.
Als Übersetzer hat Máirtín Ó Cadhain u. a. Die Internationale und das Kommunistische Manifest ins Irische übertragen. Er verstand sich als Marxist.

### Cré na Cille
Die eigentliche Bedeutung Ó Cadhains liegt jedoch in seinem 1949 erschienenen Roman Cré na Cille (deutsch etwa „Friedhofserde“). Die handelnden Personen des Buches sind Verstorbene auf einem Friedhof in Cois Fharraige, jener Gegend westlich von Galway, in der Ó Cadhain selbst aufgewachsen ist. Aus der Sicht der Verstorbenen werden nicht nur die Leben der noch „oben“ lebenden (und nach und nach eintreffenden) Dorfbewohner ausgewertet, sondern das Leben und seine Umstände an sich. Somit versteht sich das Buch wohl einerseits als Persiflage auf das Dorfleben und andererseits als Parabel auf das Leben an sich. Stilistisch stellt das Buch höchste Ansprüche an Leser und Übersetzer. Es besteht ausschließlich aus der direkten Rede der Toten. Alle sprechenden Personen sind nur an bestimmten Floskeln zu erkennen, die am Anfang ihrer Rede jeweils „fallen gelassen werden“. Vor allem aber ist die Sprache des Buches in einer Mischung aus einer stark lokal gefärbten Variante des Connemara-Irischen und idiosynkratischen Wendungen Ó Cadhains gehalten, die stark mit Wendungen aus anderen irischen Dialekten durchsetzt ist, die Ó Cadhain an der jeweiligen Stelle zu passen schienen. Selbst für viele erfahrene Leser des Irischen ist das Buch schwer zu lesen. Doch nicht nur aus stilistischen Gründen (er veränderte die Sprache ganz nach Bedarf), sondern auch aufgrund inhaltlicher Parallelen (u. a. die Behandlung des Alltäglichsten als das Wichtige und Aufmerksamkeit erregende) wird das Werk häufig mit denen von James Joyce und seltener auch von Samuel Beckett verglichen. Auf jeden Fall hat es Ó Cadhain bis heute den Ruf eingebracht, der bedeutendste Prosaautor irischer Sprache und einer der bedeutendsten Irlands zu sein.
Cré na Cille gilt als beinahe unübersetzbar. Lange Zeit lag nur eine vollständige norwegische Ausgabe (Kirkegardsjord) vor. Eine als Dissertation entstandene amerikanische Übersetzung Churchyard Clay wurde nicht mehr verlegt. Vollständige Neuübersetzungen ins Englische erschienen dann 2015 unter dem Titel The Dirty Dust durch Alan Titley sowie 2016 mit dem Titel Graveyard Clay durch Liam Mac Con iomare. Auf Deutsch erschien der Roman 2017 unter dem Titel Grabgeflüster, übersetzt von Gabriele Haefs.

### Postume Arbeiten
In den neunziger Jahren des 20. Jahrhunderts wurden mehrere zuvor ungedruckte Manuskripte Ó Cadhains verlegt, die beiden Romane Athnuachan (dt. etwa „Erneuerung“) und Barbed Wire sowie der sein politisches Denken zusammenfassende Vortrag Tone Inné agus Inniu (dt. etwa „(Wolfe) Tone gestern und heute“), außerdem mehrere Sammlungen seiner journalistischen Arbeiten.

## Bedeutung
Ó Cadhain ist wahrscheinlich der Erneuerer in der modernen irischsprachigen Literatur überhaupt. In einer Zeit, in der ein großer Teil dieser Literatur aus nostalgischen oder heimatromanhaften Werken bestand, schrieb er in konsequent modern gehaltener Prosa über zeitgenössische Themen, wobei er die Sprache bewusst änderte, wenn sie für seine Zwecke nicht geeignet schien. Insofern ist sein Einfluss auf die nächsten Schriftstellergenerationen, die unter gravierend veränderten gesellschaftlichen Bedingungen in Irland arbeiten konnten, nicht zu überschätzen.
Zudem gilt Cré na Cille neben der Bibel als das einzige Buch in irischer Sprache, das bei vielen einfachen Bewohnern der Gaeltacht-Gebiete im Regal steht. Dieser Umstand könnte jedoch auch durch ihre Sympathie für Ó Cadhain bedingt sein, da er immer als einfacher Mensch aus der Gaeltacht galt, auch als er längst in Dublin lebte. Vielen galt er jedoch politisch und menschlich als schwieriger, unbequemer und nicht sehr umgänglicher Zeitgenosse.

## Werke
- Idir Shúgradh agus Dáiríre. (Erzählungen; dt. etwa „Halb Spiel, halb Ernst“), 1939.
- An Braon Broghach. (Erzählungen; dt. etwa „Der erste Tropfen aus dem Branntweinkessel“, wörtlich „Der dreckige Tropfen“), 1948.
- Cré na Cille. (Roman; dt. etwa „Friedhofserde“), 1949.
- Athnuachan. (Roman, dt. etwa „Erneuerung“), entstanden 1951, postum veröffentlicht 1995.
- Cois Caoláire. (Erzählungen, dt. etwa „Am Killary“), 1953.
- An tSraith ar Lár. (Erzählungen, dt. etwa „Die liegende Schwade“), 1967. (einschl. der Novelle An Eochair)
- An tSraith dhá Tógáil. (Erzählungen, dt. etwa „Die Schwade wird geborgen“), 1970.
- An tSraith Tógtha. (Erzählungen, dt. etwa „Die Schwade ist geborgen“), postum 1977.

## Übersetzungen
- Cré na Cille, Roman
  - Grabgeflüster, ins Deutsche übersetzt von Gabriele Haefs, Kröner Verlag, Stuttgart 2017, ISBN 978-3-520-60101-8.
  - The Dirty Dust, ins Englische übersetzt von Alan Titley, London, Margellos World Republic of Letters 2015.
  - Graveyard Clay, ins Englische übersetzt von Liam Mac Con Iomaire und Tim Robinson, London, Yale University Press 2016.
  - Kirkegardsjord, ins Norwegische übersetzt von Jan Erik Rekdal, 1995.
  - Churchyard Clay, ins Englische übersetzt von Joan Trodden Keeffe, U.M.I. Dissertation Information Service, USA 1988.
  - Cré na Cille/Churchyard Clay (1949) – an extract, ins Englische übersetzt von Eibhlín Ní Allúrain und Maitin Ó Néill, in: Krino 11 (Summer 1991), S. 13–25.
- An Eochair, Novelle
  - Der Schlüssel, ins Deutsche übersetzt von Gabriele Haefs, Kröner Verlag, Stuttgart 2016, ISBN 978-3-520-60001-1.
- Fuíoll Fuine, Novelle
  - Die Asche des Tages, ins Deutsche übersetzt von Gabriele Haefs, Kröner Verlag, Stuttgart 2020, ISBN 978-3-520-60301-2.
  - The Dregs of the Day, ins Englische übersetzt von Alan Titley, London, The Margellos World Republic of Letters 2019.
- Erzählungen
  - The Road to Brightcity (An Bóthar go dtí an Ghealchathair, verschiedene Erzählungen), ins Englische übersetzt von Eoghan Ó Tuairisc, Dublin, Poolbeg Press 1981.